# New York (stat)
New York este unul din statele fondatoare ale Statelor Unite ale Americii, fiind în același timp una din fostele colonii britanice din America de Nord care s-au răsculat împotriva Marii Britanii, ceea ce a condus la Războiul American de Independență. Adunarea sa legislativă a ratificat Constituția SUA la 26 iulie 1788 făcând ca statul să devină cel de-al unsprezecelea stat al Uniunii.
Deși cel mai mare oraș este New York City, capitala statului New York este orașul Albany.

## Demografie

### 2010
Populația totală a statului în 2010: 19,378,102	
Structura rasială în conformitate cu recensământul din 2010:
- 65.7% Albi (12,740,974)
- 15.9% Negri (3,073,800)
- 0.6% Americani Nativi (106,906)
- 7.3% Asiatici (1,420,244)
- 0.0% Hawaieni Nativi sau locuitori ai Insulelor Pacificului (8,766)
- 3.0% Două sau mai multe rase (585,849)
- 7.5% Altă rasă (1,441,563)
- 17.6% Hispanici sau Latino (de orice rasă) (3,416,922)